# Hayesomyia aquila
Hayesomyia aquila är en tvåvingeart som beskrevs av Cheng och Wang 2006. Hayesomyia aquila ingår i släktet Hayesomyia och familjen fjädermyggor. Inga underarter finns listade i Catalogue of Life.